# نادي الفتح الرياضي (المغرب)
اتحاد الفتح الرياضي أو اختصارًا الفتح الرياضي هو نادي رياضي مغربي من مدينة الرباط عاصمة المغرب. يشارك في البطولة الاحترافية المغربية، تأسس النادي يوم 10 أبريل 1946، وهو من بين الفرق الأولى التي تأسست في مدينة الرباط العاصمة المغربية، يعتبره قدماء الفريق والمكتب المسير، أنه أقدم فريق مغربي رباطي أسسه مغاربة على الإطلاق.

## تاريخ النادي
تأسس النادي في 10 أبريل 1946، من قبل الوطنيين المغاربة، الفتح الرياضي هو نادي متعدد الرياضات، يمتلك قسمًا من كرة القدم، ويعتبر من أقدم الأندية في المملكة. هو إرث من الاتحاد الرياضي الإسلامي للرباط سلا، الذي تم إنشاؤه في عام 1932، وتم نشره رسميًا في 7 أكتوبر 1932. يعتبر اتحاد الرباط سلا أحد الأندية الإسلامية الأولى في البلاد، إذا لم يكن الأول، وهو انطلاقة حقيقية لحركة اشتراكية للشباب المغربي. يتطور النادي إلى حد كبير في صدارة دوري الهواة الأول، أي ما يعادل المستوى الثالث من الدوري المغربي لكرة القدم، والذي عاد إلى الدوري وصعد إلى الدرجة الأولى الشرفية، بالإضافة إلى نخبة كرة القدم المغربية في القسم د "شرف، وشارك أيضًا في كأس إفريقيا الشمالية، في جولة الإزالة المحلية".
يعتبر الفريق من أعتد الأندية المغربية و من المدارس الكروية الرائدة في المغرب حيت أن مدرسة الفتح الرباطي أنجبت العديد من اللاعبين الكبار الذين حملوا قميص المنتخب المغربي، فاز الفريق بالدوري المغربي لأول مرة في موسم 2015-2016، وفاز بكأس العرش ست مرات وكأس الكونفيدرالية الإفريقية مرة واحدة.

## شعار النادي

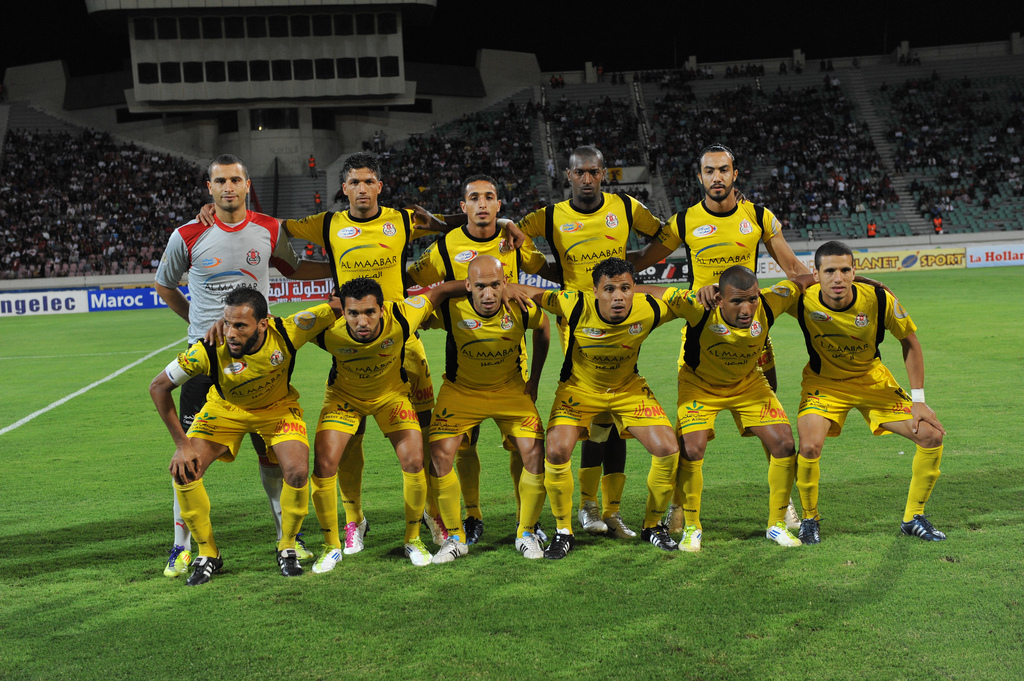
التشكيلة الأساسية للنادي موسم 2011-2012 (بالطقم الاحتياطي الأصفر)

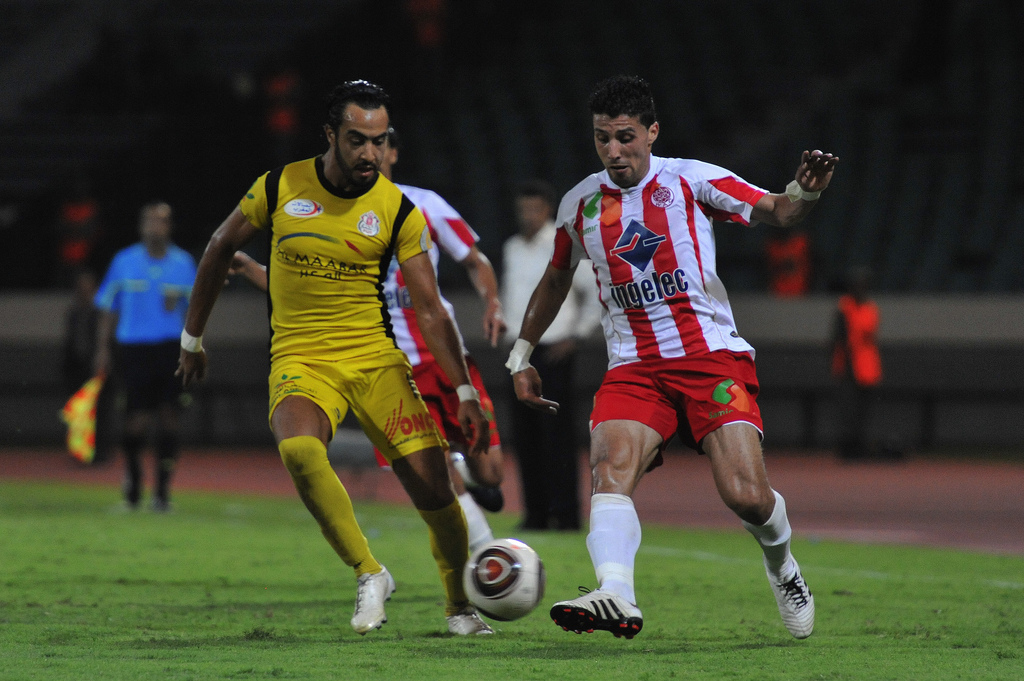
صورة من مباراة الوداد الرياضي ضد الفتح الرياضي سنة 2011

شعار نادي الأولمبيك المغربي والذي كان كما يعتقد البعض الشعار الأول للفتح الرياضي قبل تغيير اسم النادي، حيث كان لزاما على مسؤولي النادي آنذاك تغيير الشعار.

الشعار القديم النادي وهو إرث تاريخي منحه محمد الخامس للفريق منذ 1946 الذي كان من بين المصممين لهذا الشعار لأن العديد من الاندية الوطنية لم تحظ بهذا باستثناء فريق الجيش الملكي

سنة 2008 عرفت ظهور شعار النادي الجديد الذي أثار جدلا كبيرا داخل أوساط محبي النادي لأنه عوض شعارا له دلالة كبيرة ورمزا تاريخيا.
شعار النادي في الذكرى السبعين على إنشائه

## تغيير شعار الفتح
أثار موضوع تغيير الشعار القديم لفريق الفتح الرباطي جدلا كبيرا داخل أوساط الفريق، فهناك فئة حبذت الفكرة واعتبرتها بادرة طيبة وأخرى رفضتها وطالبت بالإبقاء على الشعار القديم باعتباره هدية ملكية من محمد الخامس ولا يجب التفريط فيها.. وقد بعثت جمعية الأنصار والمحبين برسالة في الموضوع إلى مسؤولي الفريق تطالبهم بالإبقاء على الشعار القديم. الشعار القديم للفتح هو منحة محمد الخامس إلى الفريق وزكّاه الملك الحسن الثاني. فريق الفتح هو الوحيد الذي يتوفر على مثل هذا الشعار إلى جانب الجيش الملكي، الشعار وهو إرث تاريخي منحه محمد الخامس للفريق منذ 1946 الذي كان من بين المصممين لهذا الشعار لأن العديد من الأندية الوطنية لم تحظَ بهذا باستثناء فريق الجيش الملكي.
ملعب النادي الحالي يحمل اسم ملعب الأمير مولاي الحسن وبه توجد مدرسة النادي ويتوفر على مراكز التكوين من مستوى عالي. يشمل المركب الجديد عدة مرافق:
- ملعب لكرة القدم بمواصفات دولية يتسع لحوالي 7000 متفرج
- حلبة مطاطية لألعاب القوى
- مسبح
- قاعة مغطاة للرياضات الجماعية، كما سيعمل النادي على فتح عدة متاجر في معظم الشوارع الراقية.

الملعب السابق للنادي، أي ملعب الفتح  بسعة 15000 متفرج، من أعرق وأقدم الملاعب في المغرب تم إنشاؤه في عهد الحماية قبل الاستقلال. يتميز بتصميم أوربي حيث أن المدرجات قريبة من أرضية الملعب نظراً لعدم إدراج الحلبة المطاطية أو مضمار ألعاب القوى في تصميم الملعب آنذاك. احتضن الملعب العديد من المباريات الدولية لمنتخب المغرب كما لعبت على أرضيته العديد من الفرق الأوربية العملاقة مباريات حبية مثل ريال مدريد...

## الاندماج مع نادي الاتحاد الرياضي
كان مساء الإثنين 21 يوليو 2003 يوما مشهودا في تاريخ نادي الاتحاد والفتح الرياضيين، فقد شهد مركب التبغ مراسيم توقيع عقد الاندماج بين نادي الاتحاد الرياضي لكرة القدم المنحل والفريق الرباطي والذي بموجبه سيترك الفريق البيضاوي مكانته في القسم الأول للفتح، وإذا كان رئيس الاتحاد الرياضي لكرة القدم السيد عبد اللطيف أمين قد مزج كلمته بدموع الأسى وبلل سطورها بعبرات الوداع، فإن السيد عبد الكريم بناني رئيس المكتب المديري لنادي الفتح الرياضي قد كان واضحا في تدخله حين قال: كان لزاما علينا أن نجد مخرجا·· من الورطة·· أي مخرج·· أتيحت لنا الفرصة في إطار اندماج مع الاتحاد الرياضي لتأمين بقاء الفتح ضمن أندية القسم الأول، فلم نتردد في تحويل الحلم إلى حقيقة لأنه يحز في قلبنا أن نترك هرما كالفتح يتدهور ويُفني·
وإذا كان رئيس المكتب المديري للفتح ورفيقه مدير فرع كرة القدم، قد أظهرا سعادة فائقة خلال مراحل توقيع معاهدة الاندماج، فإن السيد عبد اللطيف أمين كان أكثر الموقعين على المعاهدة تعاسة، إذ ظل القلم بعيدا عن أنامله يكاد لا يطاوعه في توقيع عقد التفويت·
ظهر جليا من ملامح رئيس فرع كرة القدم أن الابتلاع تم على مضض ورغما على مشيئة أبناء الفريق الذين يحز في نفسهم أن يصبح مآل الاتحاد الرياضي كمصير جمعية الحليب والقرض الفلاحي ونادي الشرطة ولاسمير وغيرها من المؤسسات·
كان لون بدلة رئيس فرع كرة القدم لنادي الاتحاد الرياضي أشبه بلون التبغ وربطة عنق سوداء حدادا على الفريق العريق·
أربعة توقيعات كانت كافية لمسح فريق الاتحاد الرياضي من خريطة المنافسة على مستوى الصفوة، فعن الجانب الرباطي وقع كل من رئيس المكتب المديري السيد عبد الكريم بناني، ورئيس فرع كرة القدم السيد عبد الغني لخضر، وعن الجانب التبغي كل من عبد اللطيف أمين رئيس فرع كرة القدم ومحمد الذهبي رئيس المكتب المديري للنادي، بينما لوحظت مجموعة من الغيابات على مستوى الحضور البيضاوي خاصة من طرف بعض المسيرين والمؤطرين الذين لم يبتلعوا بعد قرار الانصهار في بوثقة الفتح، فعبروا عن رفضهم بالغياب وعدم مباركة الصفقة·
قال رئيس المكتب المديري الاتحاد الرياضي: سيصبح بموجب هذه الاتفاقية فريق الفتح الرباطي قوة كروية مدعمة من طرف شركة التبغ التي دخلت عهد الخوصصة، مع ما يترتب عن هذا الوضع من متغيرات، الأمر سيقتصر على كرة القدم فقط، بينما تظل بقية الفروع قائمة لأن نجاح فرع كرة القدم رهين بتوفير إمكانيات مالية ضخمة ناهيك عن وجود فريقين كبيرين يجران خلفهما قاعدة جماهيرية كبيرة كالرجاء الوداد·
سيظل إدن فرع كرة السلة قائما وستزول مخاوف لاعبي ومؤطري فرع الكرة الطائرة وبقية الفروع النشيطة وعددها ثمانية ربما للتضخم الذي يعيشه الفتح الرياضي على مستوى الفروع، إذ يصل عددها إلى 18 فرعا تضم تحت لوائها 8000 ممارس من مختلف الأعمار وترصد لها ميزانية سنوية قدرها 1,5 مليون أورو·
- انظر أيضًا :  نادي الاتحاد الرياضي

## سجل بطولات النادي
حصل النادي على كأس المغرب 6 مرات، ولقب البطولة المغربية مرة سنة 2016، يذكر أنه في سنة 1995 حصل النادي على كأس المغرب ونزل إلى الدوري المغربي الدرجة الثانية في تناقض واضح لمسار النادي آنذاك، ولعب كأس الكؤوس الإفريقية وهو ممارس في دوري الدرجة الثانية. ووصل إلى ربع نهائي في تلك البطولة.
|  | البطولات                    | عدد الألقاب | سنوات الألقاب                      | سنوات الوصافة    |
|  | --------------------------- | ----------- | ---------------------------------- | ---------------- |
|  | الدوري المغربي الممتاز      | 1           | 2016                               | 1981، 2001، 2012 |
|  | كأس العرش                   | 6           | 1967، 1973، 1976، 1995، 2010، 2014 | 1960، 2009، 2015 |
|  | الدوري المغربي القسم الثاني | 4           | 1962، 1998، 2007، 2009             | 1951             |
|  | كأس النخبة المغربية         | 1           | 1956                               | 1955             |
|  | كأس الكونفيدرالية الإفريقية | 1           | 2010                               | -                |
|  | كأس السوبر الإفريقي         | 0           | -                                  | 2011             |

## إعادة هيكلة النادي
بعد انتخاب منير الماجدي رئيسًا للنادي أوائل سنة 2008، وهو من أثرياء مدينة الرباط، صرح هذا الأخير من خلال ندوة صحافية بأنه لن يكون هناك تفويت لملعب الفتح لأي جهة معينة، وأن ملعب الفتح سيبقى في ملكية النادي وبأن هناك سياسة جديدة لخلق فريق مقاولاتي بكل المواصفات بالعاصمة الإدارية وهناك إعادة تأهيل نادي الفتح الرباطي وفق تدبير عصري ومحاسبة تحليلية. هناك مشروع ضخم وبإمكانيات مادية عالية. وأوضح صندوق الإيداع والتدبير، الشريك الأساسي في عملية تأهيل نادي الفتح الرباطي، أن هناك توجها لخلق سياسة جديدة أساسها البحث عن استثمارات تخدم مصالح النادي الرباطي، وأن هناك إرادة حقيقية لمجموعة من المتدخلين من خلال طرح العديد من الأفكار والتصورات ينكب أعضاء المكتب على دراستها وتحليلها، وبالتالي الوقوف على النهج المحكم والتدبير المعقلن الذي سيعتمد عليه لتكوين ناد على غرار النوادي الأوربية الكبرى، وذلك باعتماده على إمكانياته الذاتية في التسيير والتدبير وفق مشاريع مؤسساتية ضخمة. من جهة أخرى، ذكر المدير العام لصندوق الإيداع والتدبير أن هناك خطة استعجالية لدعم نادي الفتح الرباطي وذلك بوضع مبلغ نصف مليون أورو رهن إشارته، وذلك لإصلاح مجموعة من المرافق خاصة المتعلقة بملعب الفتح والقاعة المغطاة عبد الرحمن بوعنان. وأكد منير الماجدي، رئيس المكتب المديري لنادي الفتح الرباطي، أن مشروع تأهيل النادي الرباطي وما يتطلبه من طاقات بشرية ومادية، عليه الخضوع لمجموعة من المساطر القانونية قبل تفعيله وإنجازه وأضاف أن أجهزة المجالس المحلية هي التي لها الحق في الموافقة أو عدمها في ما يخص أي مشروع يدخل في إطار اختصاصاتها، وأن المكتب المديري وبعد دراسة عميقة ومستفيضة لهذا المشروع سيضعه بين أيادي السلطات المحلية المنتخبة، من أجل المصادقة عليه أو رفضه.

## وصلات خارجية
- (بالفرنسية) الموقع الرسمي للنادي